# Inpainting

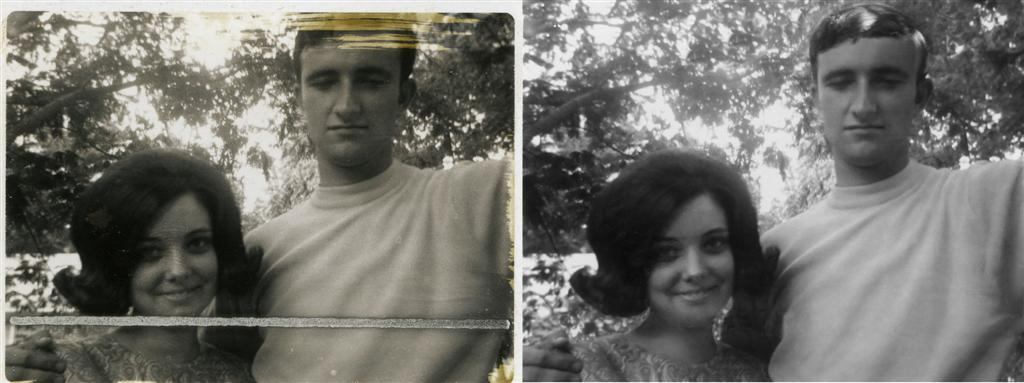
L'immagine originale e la sua ricostruzione.

L'Inpainting è una tecnica per l'elaborazione digitale delle immagini per ricostruire parti di immagini digitali o video digitali.
Nel mondo digitale, l'inpainting può essere visto come una sorta di interpolazione di immagini o di video, che permette di ricostruire e restaurare con algoritmi complessi le parti mancanti o corrotte, solitamente piccole regioni o per rimuovere piccoli difetti.

## Applicazioni
Esistono diversi obiettivi e applicazione per questa tecnica.
Nella fotografia e nel cinema, viene usato per il restauro per far tornare i frame allo stato originale. Viene anche usato per rimuovere l'effetto occhi rossi, la data stampata sulle foto, i loghi nei video e per la rimozione di oggetti per la creazione di effetti.
Questa tecnica può essere utilizzata per sostituire blocchi mancanti nella codifica e trasmissione delle immagini, ad esempio nello streaming video.

## Metodi
Uno dei metodi più comuni utilizza le equazioni differenziali (ad esempio l'equazione di Laplace) con le condizioni al contorno di Dirichlet per la continuità dei bordi.
Altri metodi seguono le linee del contorno (note anche come isophote) per ricostruire le parti mancanti.
Esistono altri metodi che non lavorano al livello di pixel, ma a livello di gruppi di pixel, chiamati patch. Questi metodi cercano patch simili nelle vicinanze della parte mancante; una volta trovata una patch più simile, non si fa altro che una copia della patch stessa.
Alcuni programmi di elaborazione digitale (ad esempio Adobe Photoshop o Gimp) implementano una specifica funzione per copiare parti esistenti per ricostruire una tessitura (texture) danneggiata.